# David Foster
David Walter Foster, OC, OBC (sinh 1 tháng 11 năm 1949), là một Giám đốc hãng nhạc, nhà sản xuất đĩa nhạc, nhạc sĩ, nhà biên soạn nhạc. Ông đã sản xuất nhạc cho các nhạc sĩ bao gồm Alice Cooper, Christina Aguilera, Andrea Bocelli, Toni Braxton, Michael Bublé, Charice Pempengco, Chicago, Natalie Cole, The Corrs, Céline Dion, Jackie Evancho, Kenny G, Josh Groban, Whitney Houston, Jennifer Lopez, Kenny Rogers, Seal, Jordan Smith, Rod Stewart, Donna Summer, Olivia Newton-John, Madonna, Mary J. Blige, Barbra Streisand, và Westlife. Foster đã đạt được 16 Grammy Awards from 47 nominations. He is the chairman of Verve Records.